# Coroutine
En informatique, dans un programme, une coroutine est une unité de traitement qui s'apparente à une routine, à ceci près que, alors que la sortie d'une routine met fin à la routine, la sortie de la coroutine peut être le résultat d'une suspension de son traitement jusqu'à ce qu'il lui soit signalé de reprendre son cours. La suspension de la coroutine et la reprise de son cours peuvent s'accompagner d'une transmission de données.
Les coroutines permettent de réaliser des traitements basés sur des algorithmes coopératifs comme les itérateurs, les générateurs, des canaux de communication, etc.

## Histoire
D'après Donald Knuth, le terme coroutine fut inventé par Melvin Conway en 1958, alors qu'il travaillait à l'écriture d'un programme assembleur. Plus tard, Conway proposa d'organiser un compilateur en un ensemble de coroutines, ce qui donne la possibilité d'utiliser des chemins différents lors du débogage, et d'utiliser une seule structure en production.